# جاسيك دابروفسكي
جاسيك دابروفسكي (بالبولندية: Jacek Dąbrowski)‏ (22 فبراير 1974 في بولندا - ) هو لاعب كرة قدم بولندي في مركز الوسط. لعب مع بولونيا وارسو وليخيا غدانسك وفيسلا بوك ‏ وAthens Kallithea F.C. ‏ وأوستروفيتش شفايتوكرجيسكي ‏ وŁKS Łomża ‏ وPAE Kerkyra ‏ ونادي ال كي اس ودز وMotor Lublin ‏.

## وصلات خارجية
- جاسيك دابروفسكي على موقع قاعدة بيانات كرة القدم.إي يو (الإنجليزية)